# Diokset
Diokset – organiczny związek chemiczny z grupy nienasyconych związków heterocyklicznych. Diokset zbudowany jest z czteroatomowego pierścienia, w skład którego wchodzą dwa atomy węgla i dwa atomy tlenu, spełniające rolę heteroatomów. Pomiędzy atomami węgla zlokalizowane jest wiązanie podwójne co czyni diokset związkiem nienasyconym. Entalpia parowania wynosi 19,16 kJ/mol.